# Дана Затопкова

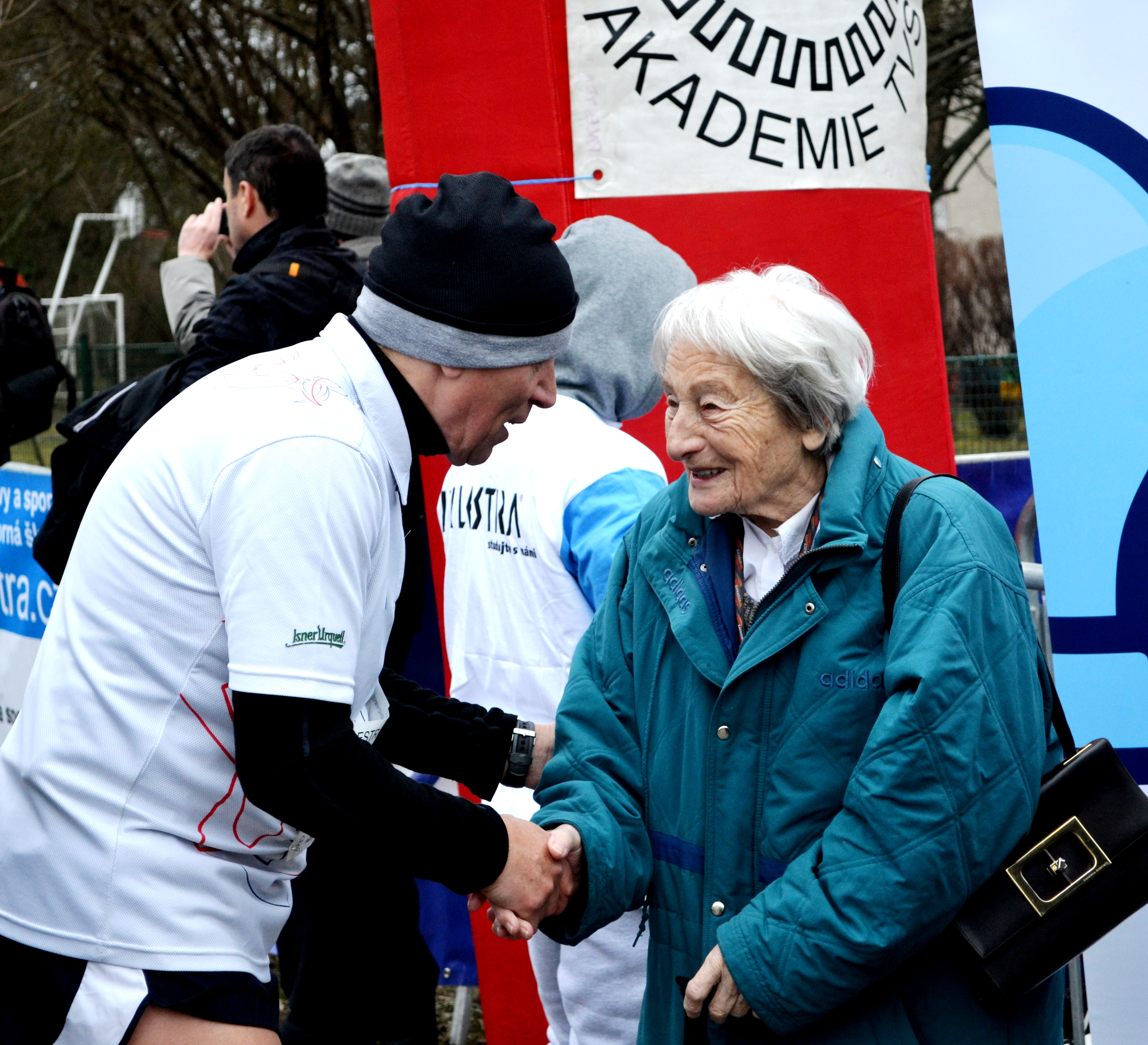
Дана Затопкова (2014)

Дана Затопкова (Czech pronunciation: [Адана ˈзаːтопковаː]; уроджена Інгрова [ˈꞮŋɡrovaː], 19 вересня 1922 року — 13 березня 2020 року, Прага) — чеська метальниця списа. Вона виграла золоту медаль в метанні списа на Олімпійських іграх 1952 року (через годину після того, як її чоловік Еміль Затопек виграв біг на 5000 м) та срібну медаль на Олімпійських іграх 1960 року. 
1957 року Затопкова та її чоловік були свідками на церемонії одруження чемпіонів Олімпійських ігор 1956 Ольги Фікотової та Гарольда Конноллі в Празі. Перед тим Еміль Затопек звернувся до президента Чехословаччини Антоніна Запотоцького з проханням допомогти Ользі отримати дозвіл на одруження з Конноллі. Хоча незрозуміло, наскільки це допомогло, закохані отримали дозвіл через кілька днів.

## Досягнення
Дана Затопкова була чемпіонкою Європи у 1954 та 1958 роках. Вона також встановила світовий рекорд у 1958 році (55,73 м), коли їй було 35 років. Вона стала найстарішою жінкою, яка побила рекорд а змаганнях з легкої атлетики.
| Рік                         | Змагання                                | Місто                       | Місце                       | Примітки                    |                             |
| Представник: Чехословаччина | Представник: Чехословаччина             | Представник: Чехословаччина | Представник: Чехословаччина | Представник: Чехословаччина | Представник: Чехословаччина |
| --------------------------- | --------------------------------------- | --------------------------- | --------------------------- | --------------------------- | --------------------------- |
| 1948                        | Літні Олімпійські ігри 1948             | Лондон, Велика Британія     | 7                           | 39.94 м                     |                             |
| 1950                        | Чемпіонат Європи з легкої атлетики 1950 | Брюссель, Бельгія           | 5                           | 41.34 м                     |                             |
| 1952                        | Літні Олімпійські ігри 1952             | Гельсінкі, Фінляндія        | 1                           | 50.47 м                     |                             |
| 1954                        | Чемпіонат Європи з легкої атлетики 1954 | Берн, Швейцарія             | 1                           | 52.91 м                     |                             |
| 1956                        | Літні Олімпійські ігри 1956             | Мельбурн, Австралія         | 4                           | 49.83 м                     |                             |
| 1958                        | Чемпіонат Європи з легкої атлетики 1958 | Стокгольм, Швеція           | 1                           | 56.02 м                     |                             |
| 1960                        | Літні Олімпійські ігри 1960             | Рим, Італія                 | 2                           | 53.78 м                     |                             |